# Stern (časopis)
Stern je německý týdeník. Byl založen 1. srpna 1948 a sídlí v Hamburku. Týdeník měl zatím tři loga. Aktuální logo používá od roku 2013. Stern píše o politických a společenských tématech. Od roku 2015 vydává svůj vlastní podcast. Patří k jedněm z nejdůvěryhodnějším mediím v Německu

## Šéfredaktoři
- 1948–1980: Henri Nannen[2]
- 1980–1983: Rolf Gillhausen, Peter Koch and Felix Schmidt[3]
- 1983–1984: Rolf Gillhausen with Peter Scholl-Latour
- 1984–1986: Rolf Winter[4]
- 1986–1989: Heiner Bremer, Michael Jürgs and Klaus Liedtke
- 1989–1990: Michael Jürgs with Herbert Riehl-Heyse
- 1990–1994: Rolf Schmidt-Holtz
- 1994–1998: Werner Funk
- 1999–1999: Michael Maier
- 1999–2013: Thomas Osterkorn and Andreas Petzold
- 2013–2014: Dominik Wichmann
- 2014–2018: Christian Krug
- 2019–2022: Florian Gless and Anna-Beeke Gretemeier
- since 2022: Gregor Peter Schmitz and Anna-Beeke Gretemeier

## Historie
První číslo vyšlo 1. srpna 1948. Prvnímu číslu předcházela potřeba schválení od britské okupační správy, že může časopis vycházet. V roce 1950 byl časopis na týden zakázán kvůli článku o upřednostňování Britů před Němci v okupační zóně. V 60. letech časopis podporoval politiku Willyho Brandta. Týdeník informoval o procesech ve Východním Německu. V roce 1971 týdeník čelil žalobám kvůli sexismu a zobrazování žen jako sexuálních objektů. V roce 1983 Stern vydal sérii článku o denících A. Hitlera, které se ukázaly jako falešné. V roce 1987 se Stern stal kontroverzním, když otiskl fotografii politika Uweho Barschela, který zemřel ve vaně. V čísle 14/2008 vyšel velký článek, který nakonec spustil „Kauzu Lidl“, kde se řešilo právo zaměstnanců na soukromí. 